# Sociedade Anónima Desportiva
Sociedade Anónima Desportiva é um tipo especial de Sociedade Anónima (SA) em Portugal. Este tipo de sociedade foi introduzido no início dos anos 1990 para melhorar a gestão financeira e a transparência nos clubes desportivos portugueses. Após a criação deste tipo de sociedade, muitos clubes portugueses de futebol e basquetebol acrescentaram o sufixo SAD no final do nome oficial.